# Zbrza (Dolina Racławki)

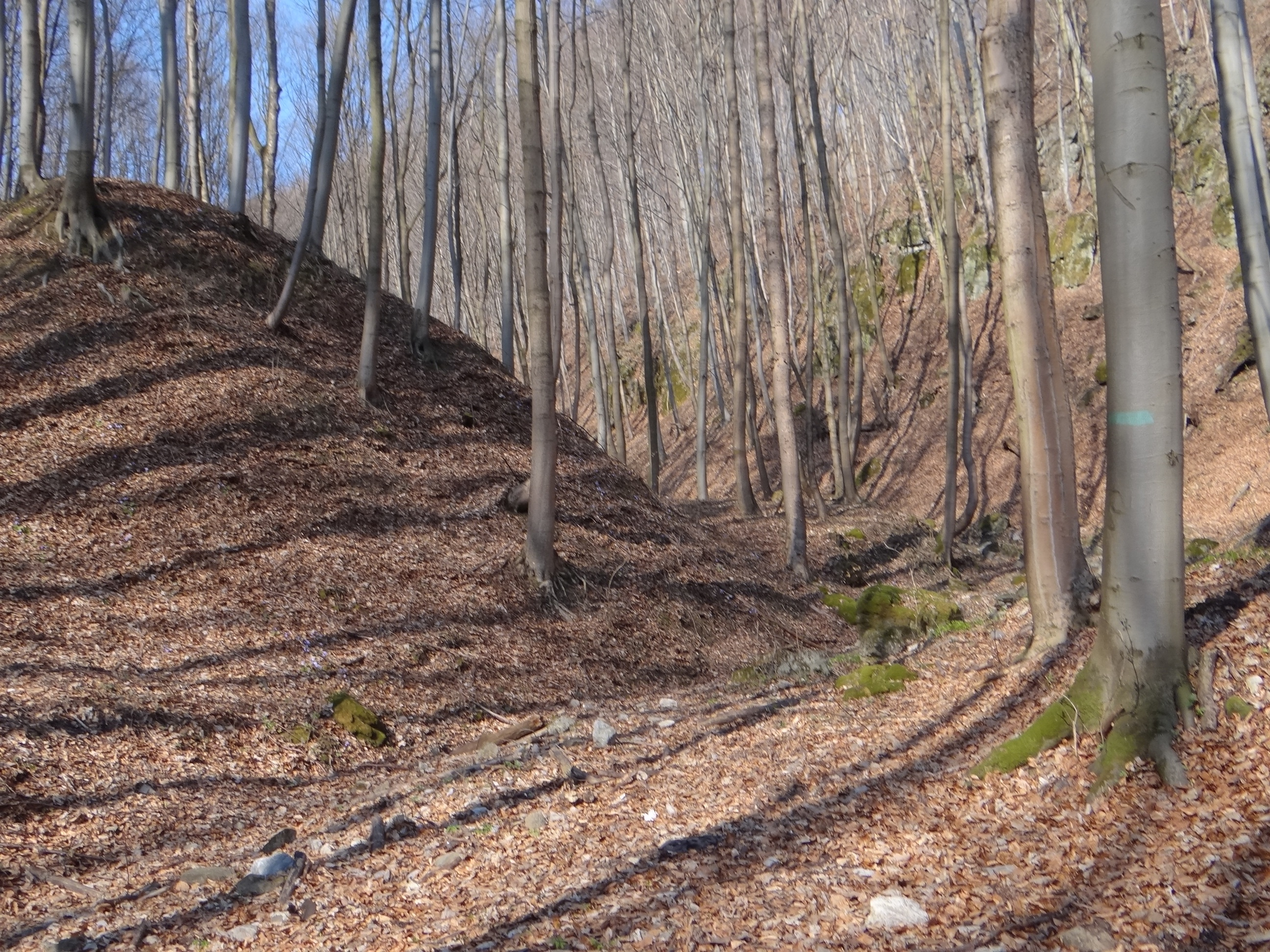
Dolna część wąwozu

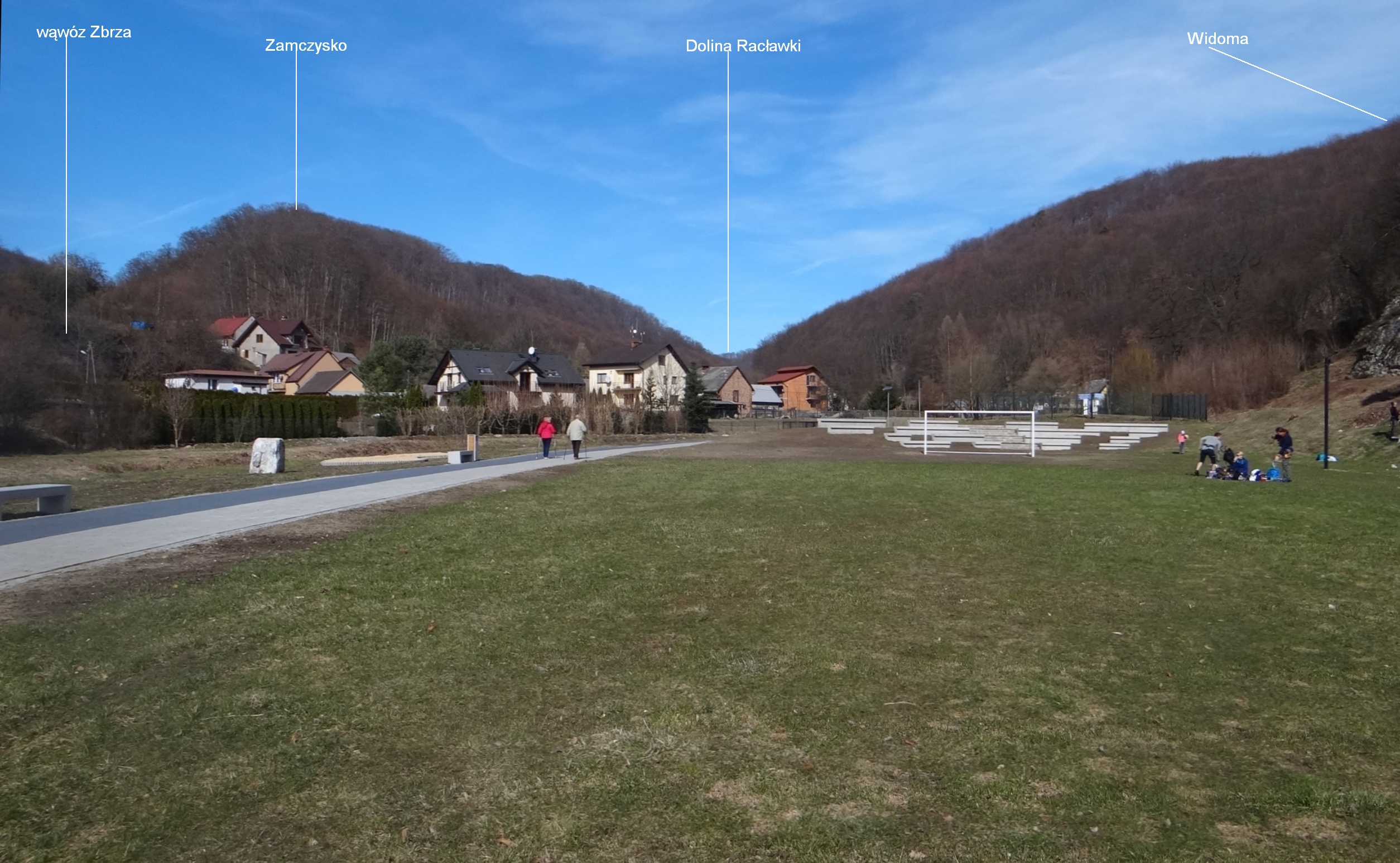
Wylot wąwozu Zbrza w Dubiu

Zbrza – wąwóz będący orograficznie prawym odgałęzieniem Doliny Racławki na Wyżynie Olkuskiej. Opada z południowego końca zabudowanego obszaru wsi Dębnik w kierunku południowo-wschodnim do wsi Dubie (obydwie w województwie małopolskim, w powiecie krakowskim, w gminie Krzeszowice). Jest porośnięty lasem. Jego prawe zbocza tworzy wzniesienie Czerwona Góra, lewe Zamczysko. W dolnej części jego prawych zboczy znajduje się czynna Kopalnia Odkrywkowa Dolomitu Dubie.
W środkowej części wąwozu Zbrza znajdują się odsłonięcia najstarszych w województwie krakowskim skał osadowych. Są to dolomity pochodzące  ze środkowego dewonu (żywet). Zewnętrzna powierzchnia zwietrzałych dolomitów jest szara, ale na świezym przełomie grafitowa, prawie czarna i ma zapach siarkowodoru. Skały zawierają głównie  dolomit i piryt, ale są w nich też przecinające się żyłki kwarcytowe i dolomitowe. Te same skały eksploatowane są w Kopalni Odkrywkowej Dolomitu Dubie.
Dnem wąwozu Zbrza biegnie granica rezerwatu przyrody Dolina Racławki. Należą do niego północno-wschodnie stoki wąwozu. Dnem wąwozu prowadzi także tworząca zamkniętą pętlę geologiczna ścieżka edukacyjna.

## Szlak turystyczny
Od parkingu w Dubiu obok kamieniołomu w Dubiu, dnem wąwozu Zbrza, obok kamieniołomu w Dębnikach  i Łomu Hrabskiego wąwozem Żarnówczany Dół do dna doliny i na parking. 5 przystanków